# استلا مالوکی
استلا مالوکی (تایلندی: สเตลล่า มาลูกี้؛ ‏ ایتالیایی: Stella Malucchi) بازیگر و مدل ایتالیایی-کلمبیایی‌تبار اهل تایلند است.
از فیلم‌های او می‌توان به اشک‌های ببر سیاه اشاره کرد.